# Lower Swell
Lower Swell är en ort i civil parish Swell, i distriktet Stroud, i Storbritannien. Den ligger i grevskapet Gloucestershire och riksdelen England, i den södra delen av landet, 120 km väster om huvudstaden London. Lower Swell ligger 158 meter över havet och antalet invånare är 405. Lower Swell var en civil parish fram till 1935 när blev den en del av Swell and Stow on the Wold. Civil parish hade 360 invånare år 1931. Byn nämndes i Domedagsboken (Domesday Book) år 1086, och kallades då Su(u)elle.
Terrängen runt Lower Swell är platt. Runt Lower Swell är det ganska tätbefolkat, med 139 invånare per kvadratkilometer. Närmaste större samhälle är Stow on the Wold, 1,7 km öster om Lower Swell. Trakten runt Lower Swell består till största delen av jordbruksmark.